# Classis Ravennas

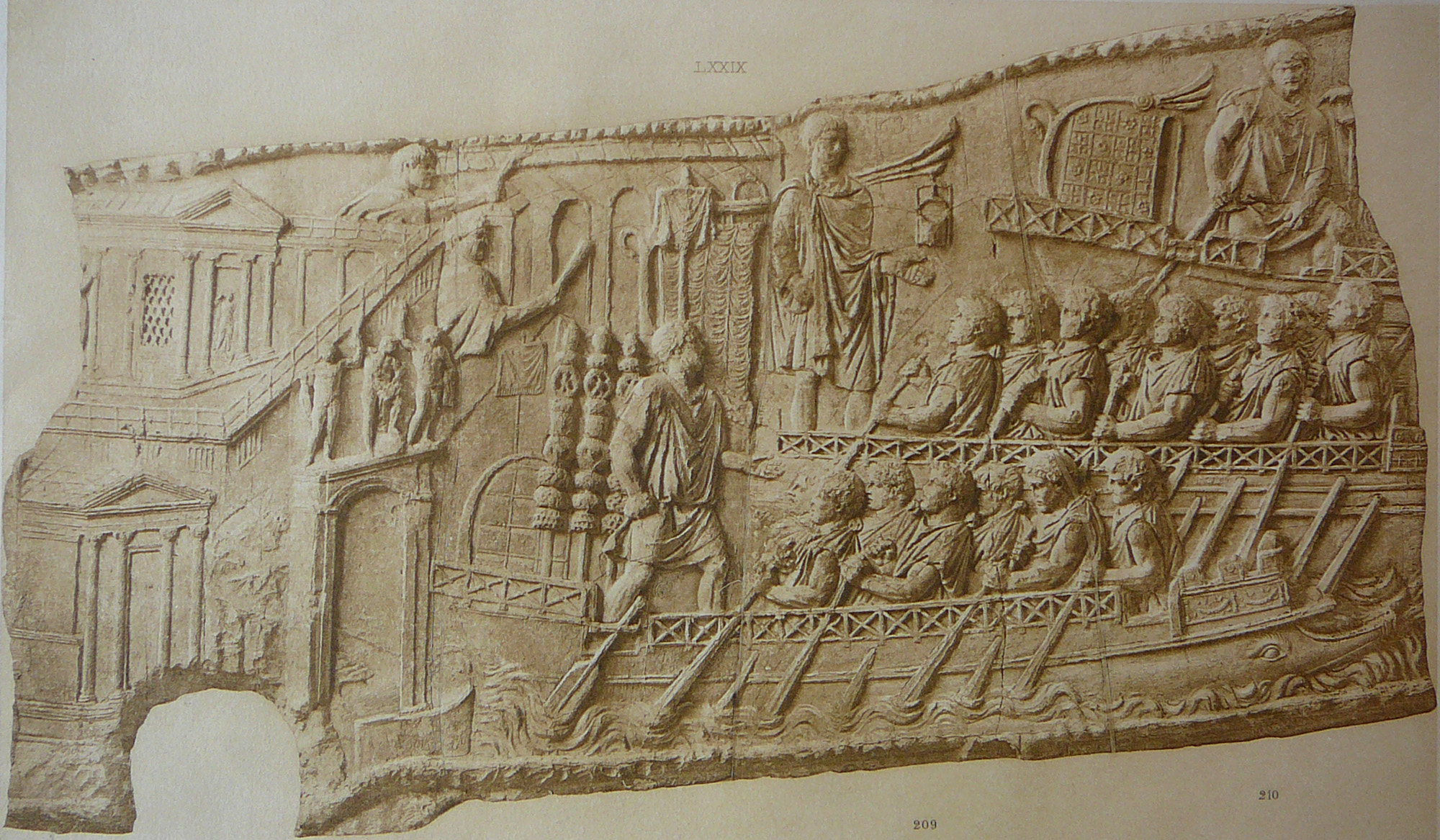
No relevo 58 da Coluna de Trajano, o porto que aparece pode ser o de Classe ou o de Ancona ou ainda o de Brindisi, todos operados pela Classis Ravennas.

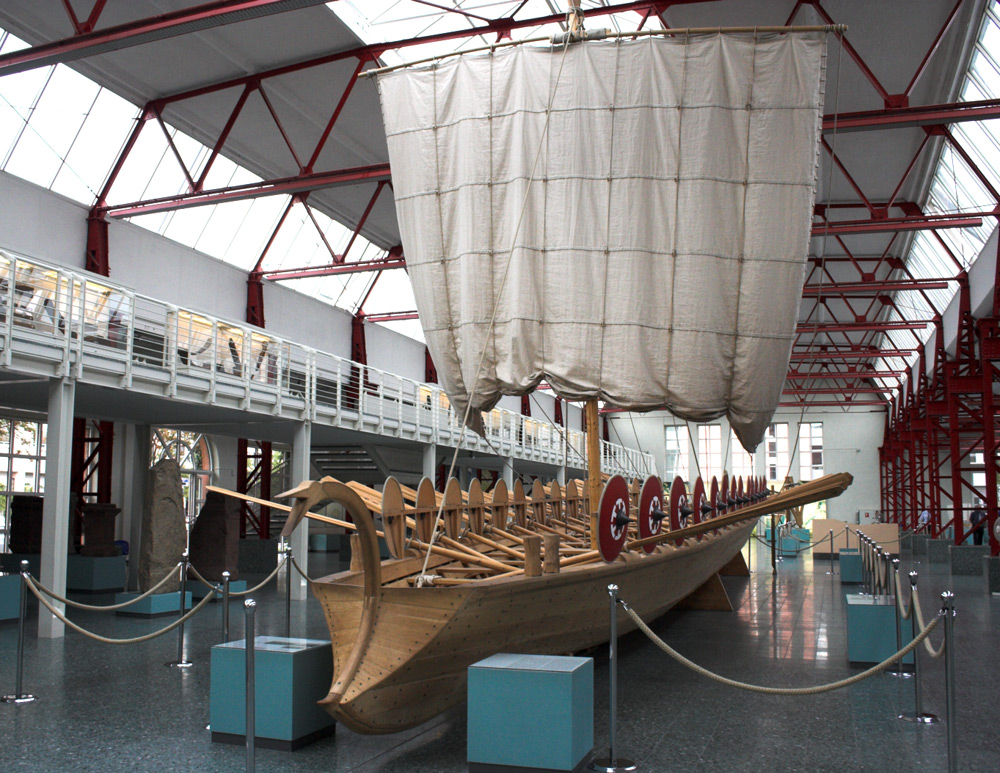
Réplica de um trirremo, o principal navio operado pela Classis Ravennas, em Mainz, na Alemanha.

Classis Ravennas ou Classis Ravennatis ("Frota de Ravena"), posteriormente agraciada com os títulos de "Praetoria" e "Pia Vindex", era a segunda mais antiga frota da marinha imperial romana depois da Classis Misenensis.

## História
Ravena foi utilizada como estaleiro e porto militar desde as guerras civis romanas, mas a Classis Ravennas, uma unidade permanente, foi criada por Augusto em 27 d.C. Ela era comandada por um praefectus classis, escolhido no mais alto escalão da ordem equestre — os que ganhavam mais de 200 000 sestércios por ano — e sua missão era controlar o mar Adriático e, provavelmente, a porção oriental do mar Mediterrâneo. Como indica o honorífico "Praetoria", concedido por Vespasiano por seu apoio na guerra civil de 69, a Classis Ravennas, juntamente com a Classis Misenensis, formava a contraparte naval da Guarda Pretoriana, uma frota permanentemente à disposição do imperador.
Sua base era o porto de Classe (em Ravena), batizado em homenagem à frota, construído por Augusto e que incluía um canal, a "Fossa Augusta", que o ligava às lagoas do interior e também ao rio Pó, mais ao norte. Arsenais e docas se estendiam ao longo da "Fossa", um complexo que alcançava 22 km de extensão. Segundo uma passagem de Dião Cássio, citada por Jordanes, o porto tinha capacidade para 250 navios.
A Classis Ravennas recrutava suas tripulações principalmente no oriente, especialmente no Egito. Como Roma não enfrentava nenhum adversário no Mediterrâneo, a maioria dos marinheiros ficava ociosa. Alguns estavam baseados em Roma, inicialmente nos barracões da Guarda Pretoriana, mas depois em seu próprio acampamento, chamado de "Castra Ravennatium", do outro lado do Tibre. Era comum que eles participassem das naumáquias, batalhas navais encenadas como forma de diversão, e eram eles também os operadores tradicionais da cobertura do Coliseu. Em 70, o imperador Vespasiano recrutou a Legio II Adiutrix entre os marinheiros da Classis Ravennas.
Na guerra civil de 192-193, a frota apoiou Sétimo Severo e, juntamente com a Classes Misenensis, participou da campanha contra Pescênio Níger, transportando suas legiões para o oriente. A frota permaneceu ativa no oriente nas década seguinte, onde a ascensão do novo Império Sassânida entre os persas era uma nova ameaça que precisava ser contida e requeria frequentes transportes de mais tropas.
Em 324, os navios da frota participaram da campanha de Constantino, o Grande, contra Licínio e da decisiva vitória naval na Batalha do Helesponto. Logo depois, a maioria dos navios foi levada para Constantinopla, para onde o imperador havia transferido a capital do Império Romano.

## Navios conhecidos
Os seguintes nomes e tipos de navios da Classis Ravennas sobreviveu:
- 2 quinquerremes: "Augustus", "Victoria".
- 6 quadrirremes: "Fortuna", "Mercurius", "Neptunus", "Padus", "Vesta", "Victoria".
- 28 trirremes: "Aesculapius", "Apollo", "Aquila", "Archinix", "Ariadna", "Augustus", "Castor", "Concordia", "Costantia", "Danae", "Danubius", "Diana", "Felicitas", "Hercules", "Mars", "Mercurius", "Minerva", "Neptunus", "Nereis", "Pax", "Pietas", "Pinnata", "Providentia", "Silvanus", "Triumphus", "Venus", "Virtus", "Victoria".
- 5 liburnianos: "Ammon", "Diana", "Pinnata", "Satyra", "Varvarina".
- 5 outros navios: "Clementia", "Danubius", "Hercules", "Mercurius", "Victoria".